# 23型フリゲート
23型フリゲート（英語: Type 23 frigate）はイギリス海軍のフリゲートの艦級。艦名がいずれも公爵家に由来することから、同海軍ではデューク級フリゲート（英語: Duke-class frigates）とも称される。
1990年から2000年にかけて16隻が建造された。4隻が退役し、3隻がチリ海軍へ売却された。12隻が運用されている。

## 来歴
イギリス海軍では、1970年代より22型フリゲートの整備に着手した。同型は極めて優秀であったが、比較的高コストの艦であり、イギリス海軍が求める戦力を整備することは難しかった。このことから、1970年代初頭より、比較的廉価なフリゲートやスループの研究が開始された。1972年に作成された試案では、オリンパス・ガスタービンエンジン1基とベンチュラ・ディーゼルエンジン2基を主機として、装備はエリコン機銃1基とエグゾセ艦対艦ミサイル4発、リンクス哨戒ヘリコプター1機を搭載するものの、艦上での整備能力は備えないこととされていた。この試案は1975年の将来艦隊白書で否定されたものの、廉価型戦闘艦という構想は生き残った。
この時点で、この戦闘艦が採用された場合には23型と称されるであろうと予見されていたことから、各社が輸出も視野に入れて設計を進めていた試案は24型ないし25型と称されることになった。1979年の海軍装備品展示会 (RNEE) では、国防省艦船総局 (Director General Ships, DGS) が部内で設計した24型フリゲートの模型を展示したほか、ヴォスパー・ソーニクロフト社やヴィッカースと共同して作業を進めていたヤーロウ社も24型フリゲートの設計を公表した。この時期、ブラウン社も25型フリゲートの設計を進めていた。
来るべき23型フリゲートは、当初、曳航ソナーを展開できる最小限の艦とされており、ヘリコプター搭載補給艦の支援下での活動が想定されていた。設計にあたり、DGSでは、レーダー反射断面積 (RCS) の低減とモジュール化という2つの要素を重視していた。1981年の防衛見直し (Defence Review) において、23型は、輸出を視野にいれた廉価型フリゲートとして定義され、汎用性の向上を志向して軌道修正がなされた。1981年春には幕僚目標 (Staff Target) の概要が提示され、10月には正式な発表がなされた。1982年6月には、海軍幕僚要求 (Naval Staff Requirement, NSR) が作成された。1982年中盤、ヤーロウ社が設計契約を受注したが、同年のフォークランド紛争の戦訓を反映してNSRが改訂されたことから、更に汎用性を向上させるなど、設計にも変更が加えられた。1番艦は1984年10月29日に発注された。

## 設計

### 船体

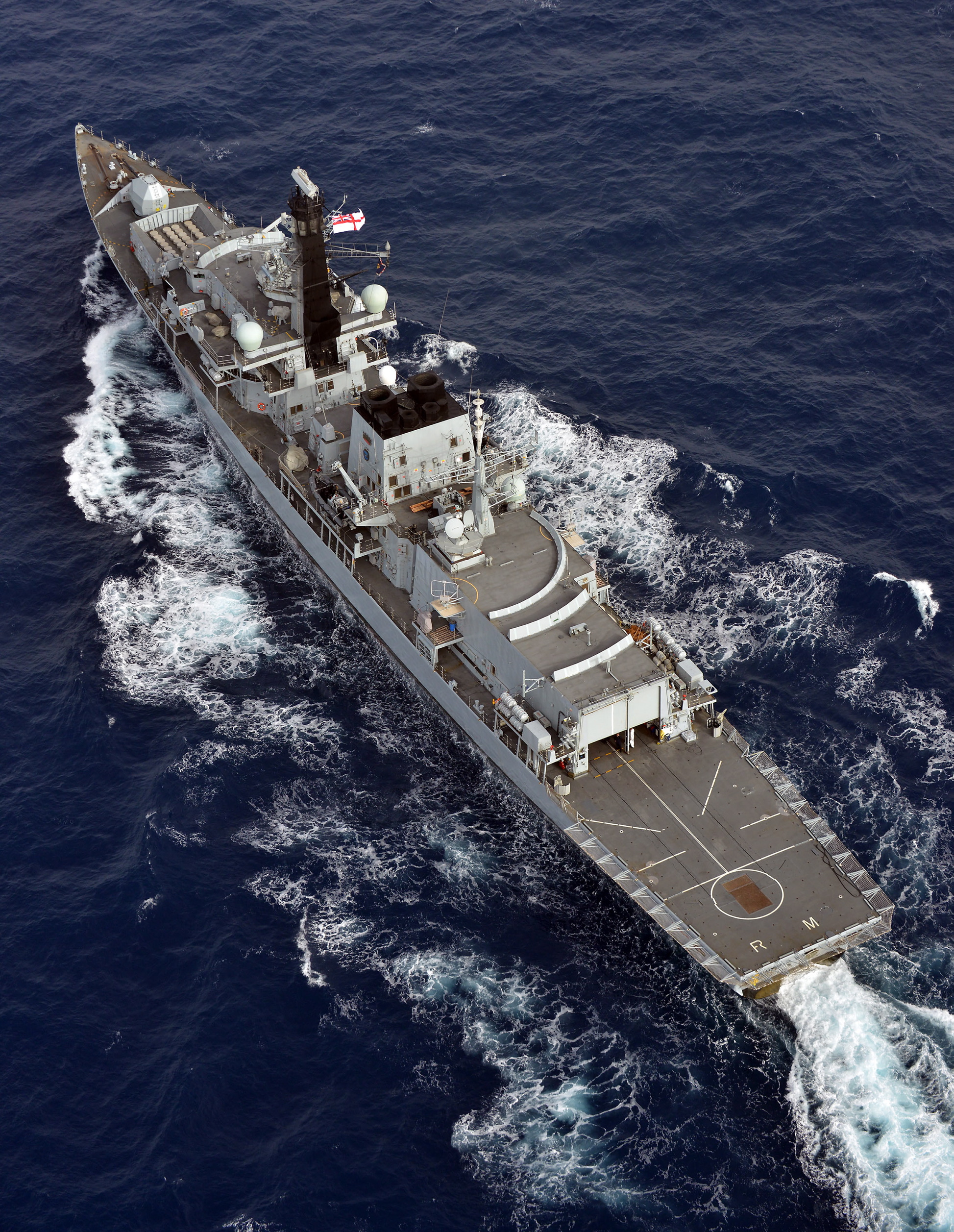
上方から見た「リッチモンド」

船型は平甲板型、船質は重いが安価な鋼が採用された。全長は、最初期計画では100メートル、1981年の防衛見直しの時点では107メートルとされていた。その後、シーウルフ個艦防空ミサイル・システムとヘリコプター格納庫の追加によって、全長133メートルに延長された。これはデヴォンポート海軍基地のフリゲート造修施設 (Devonport Frigate Complex) で対応できる最大規模であった。またこの大型化は、フォークランド紛争の戦訓を受けた抗堪性の向上策という側面もあり、当初設計では主船体は防火隔壁2枚によって3つの水密区画に区分されていたのに対し、防火隔壁は4枚、区分数は5区画に強化された。
減揺装置として、1組のフィンスタビライザーを備えている。またカナダ海軍のサン・ローラン級駆逐艦に倣って、船首楼部にはタートルバックが設けられた。
本型はステルス性への配慮が要求されている。レーダー反射断面積削減のため、外壁には7度の傾斜が付されたほか、電波吸収体塗料が塗布された。

### 機関
本型の大きな特徴が電気推進の導入である。イギリス海軍では、1966年に採択された機関系統化計画 (Systematic Machinery Programme, SYMES) に基づき、21型・22型フリゲートおよび42型駆逐艦ではロールス・ロイス タインおよびオリンパスによるCOGOG方式を採用してきた。この構成は非常に成功した設計であったが、用兵上、全ての速度域をカバーできないという問題が指摘されていた。例えば、同構成の主機を導入した海上自衛隊のはつゆき型護衛艦では、特に対潜戦において、巡航用のタインのままで会敵すると敵艦や僚艦に遅れをとる恐れがある一方、高速用のオリンパスへの切替えが早過ぎると、機関科員に無駄ばたらきを強いるうえに燃料も無駄になることが、指揮官の悩みの種とされていた。
このことから、本型では、巡航時にはディーゼル・エレクトリック方式を用い、高速発揮時には更にロールス・ロイス スペイガスタービンエンジンを追加するCODLAG方式を採用した。このスペイ・エンジンは、22型バッチ2の「ブレイヴ」より導入されたもので、オリンパスよりも出力は低いが、燃費では優れていた。初期建造艦7隻ではSM1A（単機出力 18,770馬力）が搭載されていたが、後期建造艦では出力増強型のSM1C（単機出力 26,150馬力）とされた。
巡航用の電動機への給電は、パクスマン-バレンタ12RPA-200CZディーゼルエンジンを原動機とする発電機（単機出力 1,300キロワット）4セットによって行われるが、これは艦内サービスの電源としても用いられている。ただし推進用電源と完全に共通化する統合電気推進ではなく、945キロワットの変圧器2基を介した給電となっている。このほか、パーキンスCV250GTCAディーゼルエンジンによる非常発電機（250キロワット）も搭載された。電気推進の導入によって、ディーゼルエンジンの配置の自由度が増したことから、ディーゼルエンジンは防振支持したラフト・マウントを介して上甲板上に置かれることになった。これにより、船体構造を介した伝播による水中放射雑音が大幅に削減できると期待された（甲板面積の不足により、実際には4基すべての上甲板配置は実現せず、2基のみとなった）。このような施策により、本型は「世界で最も静粛な水上戦闘艦」と評された。
推進器は固定ピッチ・プロペラとされた。最大速力は28ノットとされているが、SM1Cを搭載した後期建造艦では更に1～2ノット高速だといわれており、例えば「ポートランド」は、造船所の海上公試で30.8ノットを発揮した。また電気推進では15ノットまで発揮できる。

## 装備

### C4ISR
戦術情報処理装置としては、当初、22型バッチ2で採用されたCACS (Computer-Assisted Combat System) シリーズに属するCACS 4を搭載する予定であった。しかし、メーカーであるフェランティ社は、このような集中型システムの限界を指摘しており、この懸念どおり、CACS 4の開発は難航した。結果として、最初の8隻は戦術情報処理装置なしで就役し、新鋭艦であるにもかかわらず、就役開始直後に発生した湾岸戦争にも参戦できなかった。最終的に、分散システムであるSSCS (Surface Ship Command System) が開発されて、DNA(1)として後日装備された。また2009年より、改良型のDNA(2)への更新が開始された。

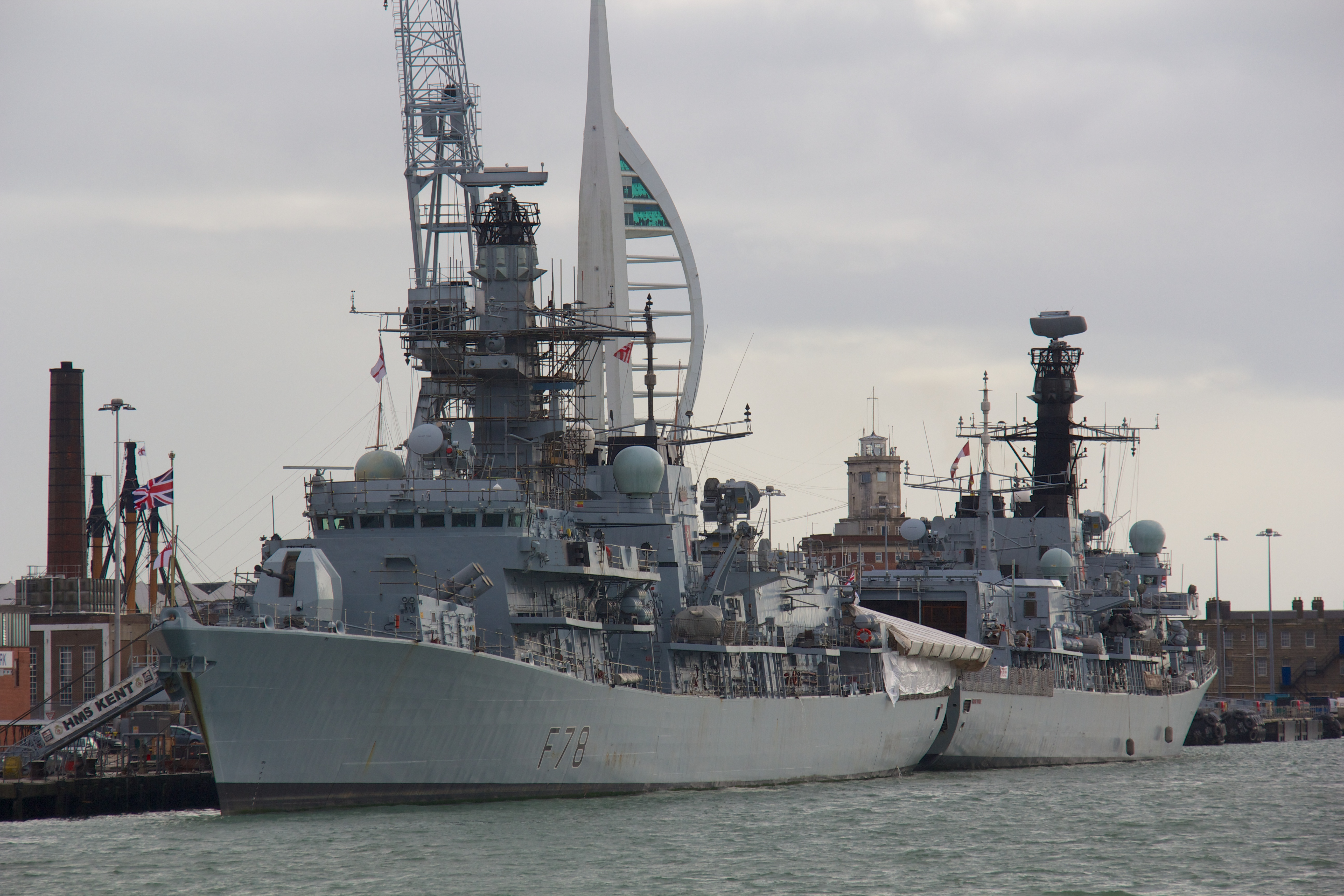
レーダー未換装の「ケント」（手前）と、レーダー換装済みの「アイアン・デューク」（奥）

レーダーとしては、輸出用のAWS-9を発展させたSバンドの3次元レーダーである996(2)型レーダーが搭載されたが、目標精度不良や偽目標の問題が指摘されていた。その後、997型レーダーへの換装が開始された。2013年にはまず「アイアン・デューク」において換装が行なわれたほか、イギリス海軍に在籍する他の23型フリゲートも逐次換装が進められている。
上記のとおり、本型の主センサーとされていたのが曳航ソナーであり、当初は2031Z型ソナーが搭載された。ただし冷戦の終結に伴い、曳航ソナーが本領を発揮する外洋域での対潜戦の比重が低下したことから、後期建造艦6隻は、曳航ソナーなしで竣工した。その後、低周波の探信儀としての機能を備えたVDS-TASSとして2087型ソナーが開発され、後日装備された。船体装備ソナーとしては、当初は2016型ソナーを元に信号処理部などを新型の2050型ソナーに変更した2016HN型ソナーが搭載されており、後に2050型ソナーに更新された。なお本型では、イギリス海軍として初めて、バウドームの形式を採用した。
電子戦支援用の電波探知装置 (ESM) としては、当初はラカル社のカトラス（あるいはシグナス）を元にしたUAF(1)が搭載されていたが、性能的に不十分であり、後に同社のセプターを元にしたUATに換装された。

### 武器システム
当初構想のTASS曳航艦から実用に適した汎用フリゲートへの発展を遂げる過程で、フォークランド紛争の戦訓も反映し、1983年の設計改正によって個艦防空ミサイル・システムの搭載が決定された。その機種としては、22型と同じくシーウルフが採用されたが、本型では発展型のGWS.26とされた。当初、方位盤は1基のみの計画であったが、後に2基に増備された。GWS.26はイギリス海軍ではじめて垂直発射方式を採用しており、22型と比して搭載弾数はほぼ半減した一方、即応性は向上した。また従来の6連装発射機と比して、弾数の割に専有甲板面積が少なかった。これによって捻出された余地を利用して、ハープーン艦対艦ミサイルも搭載された。なお、シーウルフについては、2008年から2014年にかけて、方位盤の改良や光学追尾装置の追加、ソフトウェアの改良など低空要撃性能の向上を主眼とした改修が行われたほか、新型のMk.4 SWELL (Seawolf Enhanced low level) 信管も導入された。また、新型防空ミサイルのシーセプターへの更新も計画されており、2016年より実際にシーセプターへの更新が順次行われている。
1983年の設計改正により、55口径114mm単装砲（4.5インチ単装砲Mk.8 mod.1）も追加された。他の設計がある程度固まったあとで追加されたために、砲は本来あるべき位置よりも艦首側に配されており、艦橋から艦首への視界を妨げるとともに、重心が艦首側にずれたために必要以上に艦首が波を受けることになっている。砲射撃指揮装置 (GFCS) としては、光学式のGSA.8/GPEOD（シーアーチャー）が用いられる。また対水上捜索用の1007型レーダーも、高精度を活かして砲射撃指揮に用いられることがある。このほか、近接目標と交戦するために30mm機銃を2基備えており、当初はエリコン 75口径30mm機銃を用いたDS30Bを搭載していたが、のちに自動化を進めるとともに機銃をブッシュマスター IIチェーンガンに変更したDS30Mに換装した。
対潜火力の主体を哨戒ヘリコプターに置くという点では21型・22型と同様であるが、これらの艦では比較的小型のMATCH (Medium Anti-submarine Torpedo Carrying Helicopter) 用ヘリコプターであるリンクスが想定されていたのに対し、本型では、より大型のヘリコプターの運用を織り込んだ設計が行われている。当初はアグスタウェストランド マーリンのみが想定されていたが、後にウェストランド シーキングにも対応できるように設計が変更された。艦固有の対潜兵器としては、スティングレイ短魚雷用のDMTS-90 連装短魚雷発射管が搭載されている。このほか、魚雷対策として2070型 対魚雷デコイ装置も搭載されていたが、こちらは新開発の2170型SSTDに換装されている。
電子攻撃用としては、当初は675(2)型電波妨害装置 (ECM) が搭載されていたが、性能的に不十分であり、2000年までに撤去された。シーナットDLHの6連装デコイ発射機は4基が搭載されている。またこのほか、光波妨害用の指向性エネルギー兵器として、DECも搭載されている。

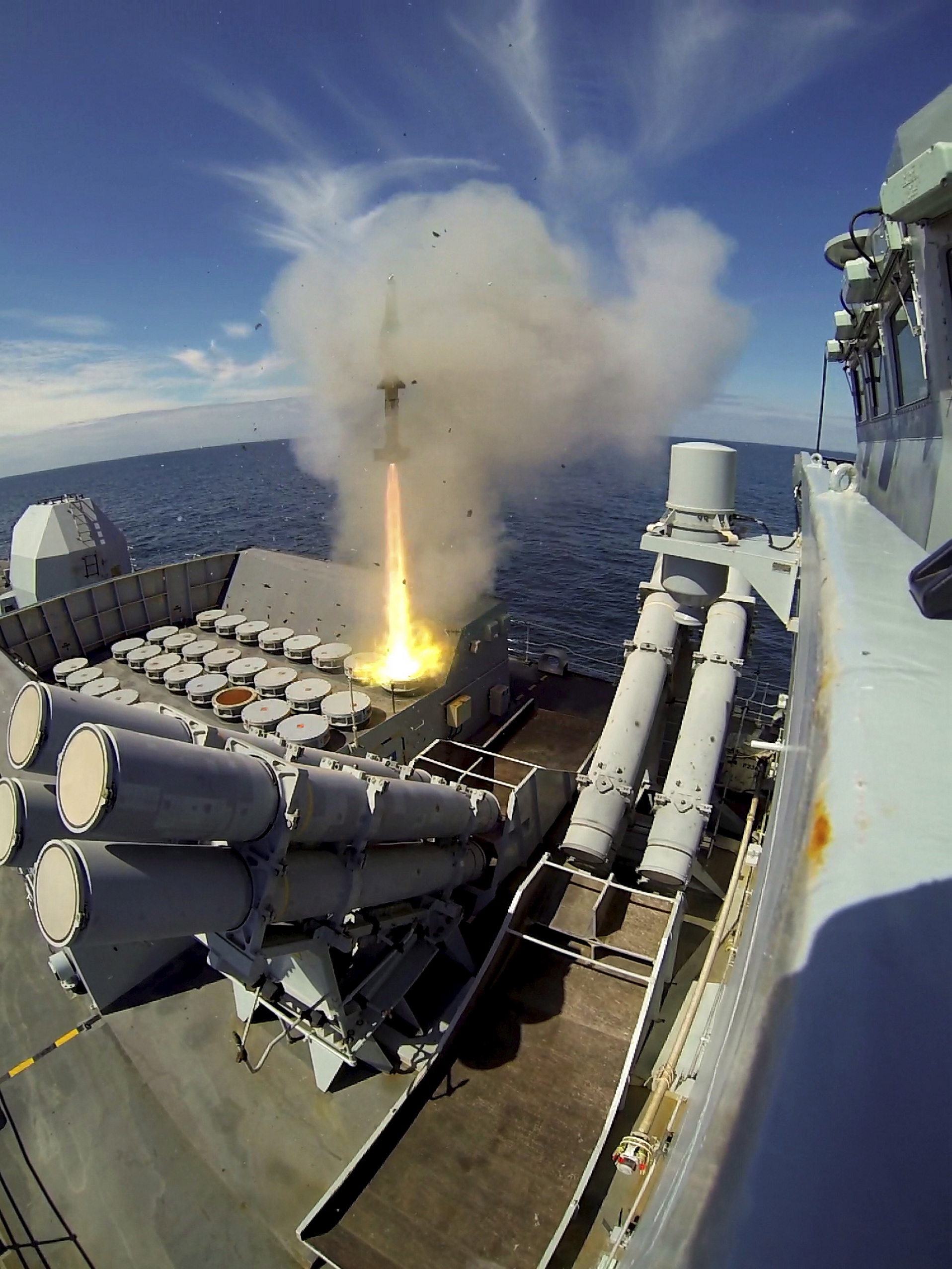
シーウルフミサイルを発射した「モントローズ」
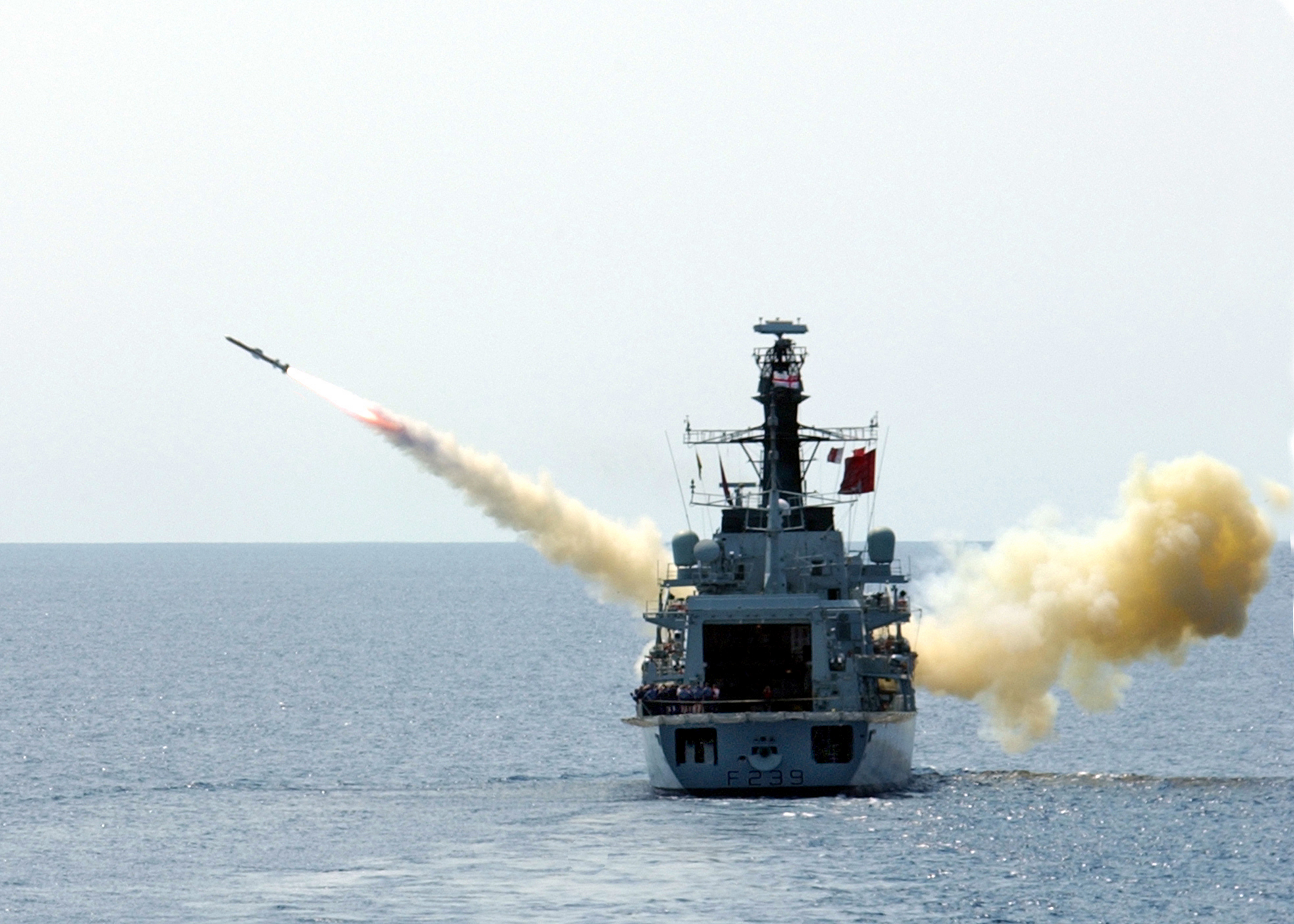
ハープーンミサイルを発射した「リッチモンド」
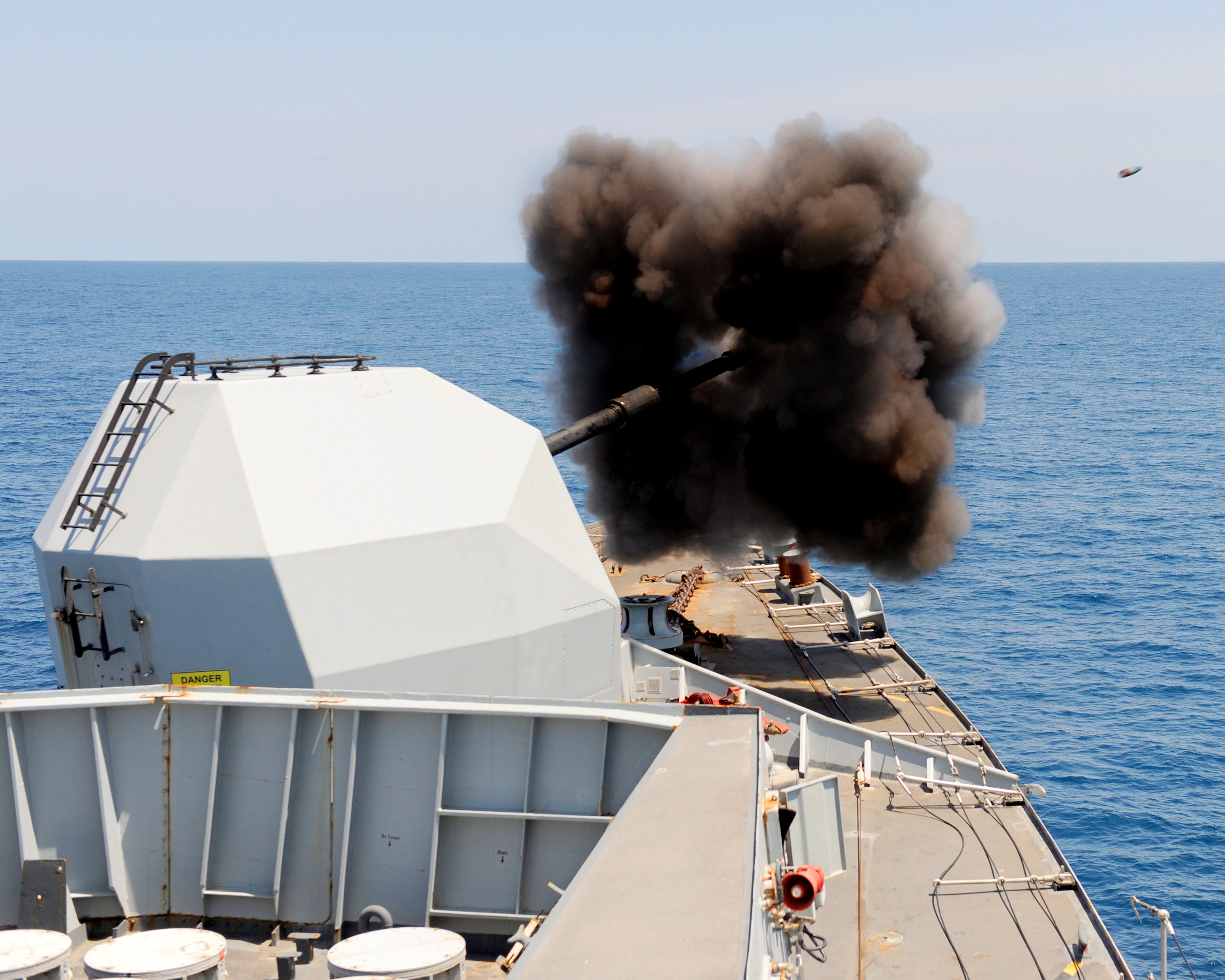
「ノーサンバーランド」による4.5インチ砲射撃

## 同型艦
1番艦の発注は1984年10月29日に行われ、これは1990年6月にF-230「ノーフォーク」として就役した。その後、2002年までに16隻が就役したが、これは、同一の設計に基づくものとしては異例の建造数である。
性能面では、22型の最終発達型であるバッチ3（コーンウォール級）のほうが優れていたが、コストパフォーマンスに優れた本型の建造が優先されたとされている。
| イギリス海軍   | イギリス海軍                          | イギリス海軍    | イギリス海軍    | イギリス海軍    | イギリス海軍   | 再就役後 | 再就役後 | 再就役後                                    | 再就役後        |
| #              | 艦名                                  | 起工            | 進水            | 就役            | 退役           | 再就役先 | #        | 艦名                                        | 就役            |
| -------------- | ------------------------------------- | --------------- | --------------- | --------------- | -------------- | -------- | -------- | ------------------------------------------- | --------------- |
| F230           | ノーフォーク HMS Norfolk              | 1985年 12月14日 | 1987年 7月10日  | 1990年 6月1日   | 2005年 4月15日 | チリ海軍 | FF-05    | アルミランテ・コクレーン Almirante Cochrane | 2006年 11月22日 |
| F231           | アーガイル HMS Argyll                 | 1987年 3月20日  | 1989年 4月8日   | 1991年 5月31日  |                |          |          |                                             |                 |
| F229 (ex-F232) | ランカスター HMS Lancaster            | 1987年 12月18日 | 1990年 5月24日  | 1992年 5月1日   |                |          |          |                                             |                 |
| F233           | マールバラ HMS Marlborough            | 1987年 10月22日 | 1989年 1月21日  | 1991年 6月14日  | 2005年 7月8日  | チリ海軍 | FF-06    | アルミランテ・コンデル Almirante Condell    | 2008年          |
| F234           | アイアン・デューク HMS Iron Duke      | 1988年 12月12日 | 1991年 3月2日   | 1993年 5月20日  |                |          |          |                                             |                 |
| F235           | モンマス HMS Monmouth                 | 1989年 6月1日   | 1991年 11月23日 | 1993年 9月24日  | 2021年 6月30日 |          |          |                                             |                 |
| F236           | モントローズ HMS Montrose             | 1989年 11月1日  | 1992年 7月31日  | 1994年 6月2日   | 2023年 4月17日 |          |          |                                             |                 |
| F237           | ウエストミンスター HMS Westminster    | 1991年 1月18日  | 1992年 2月4日   | 1994年 5月13日  |                |          |          |                                             |                 |
| F238           | ノーサンバーランド HMS Northumberland | 1991年 4月4日   | 1992年 4月4日   | 1994年 11月29日 |                |          |          |                                             |                 |
| F239           | リッチモンド HMS Richmond             | 1992年 2月16日  | 1993年 4月6日   | 1995年 6月22日  |                |          |          |                                             |                 |
| F82            | サマセット HMS Somerset               | 1992年 10月12日 | 1994年 6月25日  | 1996年 9月20日  |                |          |          |                                             |                 |
| F80            | グラフトン HMS Grafton                | 1993年 5月13日  | 1994年 11月5日  | 1997年 5月29日  | 2006年 3月31日 | チリ海軍 | FF-07    | アルミランテ・リンチ Almirante Lynch        | 2007年 3月      |
| F81            | サザランド HMS Sutherland             | 1993年 10月14日 | 1996年 3月9日   | 1997年 7月4日   |                |          |          |                                             |                 |
| F78            | ケント HMS Kent                       | 1997年 4月16日  | 1998年 5月27日  | 2000年 6月8日   |                |          |          |                                             |                 |
| F79            | ポートランド HMS Portland             | 1998年 1月14日  | 1999年 5月15日  | 2001年 5月3日   |                |          |          |                                             |                 |
| F83            | セント・アルバンス HMS St Albans      | 1999年 4月18日  | 2000年 5月6日   | 2002年 6月6日   |                |          |          |                                             |                 |

## 登場作品
『007 トゥモロー・ネバー・ダイ』
架空艦「チェスター」「デボンシャー」「ベッドフォード」が登場。
「チェスター」は、冒頭にてロシア国境で行われている武器取引マーケットの壊滅作戦に参加しており、本部からの命令を受けて巡航ミサイルによる攻撃を行う。
「デヴォンシャー」は、南シナ海にてGPSの座標を狂わされたことで中国の領海内に入ってしまったため、領海外に出るよう警告に飛来した中国空軍のミグ戦闘機と対峙することとなり、その最中に謎のステルス艦からリモコンドリルによる攻撃を受けて浸水し、沈没してしまう。
「ベッドフォード」は、ステルス艦の攻撃を中国によるものと考えたイギリス政府が報復のために派遣した艦隊に配属されていた。終盤にてステルス艦を発見すると、手動操作で主砲による攻撃を行う。
撮影には「ウエストミンスター」が使用されている。